# Boaedon
Boaedon är ett släkte ormar som tillhör familjen Lamprophiidae.
Arterna är med en längd omkring 75 cm eller lite längre små till medelstora ormar. De förekommer i Afrika söder om Sahara. Släktets medlemmar kan leva i olika habitat, bland annat öknar, gräsmarker och skogar. Födan utgörs av gnagare och andra små däggdjur samt av ödlor. Honor lägger ägg. Flera tillhörande arter listades tidigare i släktet Lamprophis.
Arter enligt The Reptile Database:
- Boaedon angolensis
- Boaedon bocagei
- Boaedon branchi
- Boaedon capensis
- Boaedon fradei
- Boaedon fuliginosus
- Boaedon lineatus
- Boaedon littoralis
- Boaedon longilineatus
- Boaedon maculatus
- Boaedon olivaceus
- Boaedon paralineatus
- Boaedon perisilvestris
- Boaedon radfordi
- Boaedon subflavus
- Boaedon upembae
- Boaedon variegatus
- Boaedon virgatus